# West Chester (Pennsylvania)
West Chester ist ein Borough in und Verwaltungssitz von Chester County im US-Bundesstaat Pennsylvania. Das U.S. Census Bureau hat bei der Volkszählung 2020 eine Einwohnerzahl von 18.671 ermittelt.
West Chester liegt südwestlich der Stadt Philadelphia. Die Stadt wurde unter dem Namen Turk's Head gegründet.

## Einwohnerentwicklung
- 1900: 09.524 Einwohner
- 1910: 11.767 Einwohner
- 1920: 11.717 Einwohner
- 1940: 13.289 Einwohner
- 1950: 16.001 Einwohner
- 1960: 16.381 Einwohner
- 1970: 16.342 Einwohner
- 1980: 16.934 Einwohner
- 1990: 17.581 Einwohner
- 2000: 17.861 Einwohner
- 2010: 18.461 Einwohner
- 2020: 18.671 Einwohner

## Wirtschaft
In West Chester befand sich die Konzernzentrale von Commodore International, dort wurde auch der Amiga entwickelt. Heute befinden sich in dem Gewerbekomplex die Unternehmenszentrale und die amerikanischen Studios des Shoppingsenders QVC. Die Stadt ist außerdem Sitz der West Chester University.
Communications Test Design, Inc., ein großer Dienstleister für die Telekommunikationsindustrie, sowie Synthes, ein Medizintechnikunternehmen, haben ihren Sitz in West Chester.

## Kultur und Sehenswürdigkeiten
16 Bauwerke und Stätten in West Chester sind im National Register of Historic Places („Nationales Verzeichnis historischer Orte“; NRHP) des National Park Service eingetragen (Stand 26. April 2021), drei davon sind Historic Districts, bei den anderen handelt es sich um Bauwerke. Eingetragene Objekte sind unter anderem die Bank of Chester County, das Chester County Courthouse und der West Chester Downtown Historic District.

## Söhne und Töchter der Stadt
- Joseph McMinn (1758–1824), Politiker und Gouverneur von Tennessee
- Edward Darlington (1795–1884), Politiker
- Joseph Buffington (1803–1872), Politiker
- Washington Townsend (1813–1894), Politiker
- George Foot Moore (1851–1931), Theologe, Religionshistoriker und Judaist
- Charles R. Miller (1857–1927), Politiker
- Wilmer Worthington MacElree (1859–1960), Jurist, Historiker sowie Schriftsteller
- Charles MacVeagh (1860–1931), Rechtsanwalt und Diplomat
- Mary Schäffer (1861–1939), US-amerikanisch-kanadische Entdeckerin
- Smedley D. Butler (1881–1940), Generalmajor beim United States Marine Corps
- Robert C. Giffen (1886–1962), Admiral
- Horace Pippin (1888–1946), Maler
- Lawrence Shields (1895–1976), Mittelstreckenläufer
- Samuel Barber (1910–1981), Komponist
- Bayard Rustin (1912–1987), afroamerikanischer Bürgerrechtsaktivist
- Walter T. Kerwin junior (1917–2008), General
- Cynthia Bourgeault (* 1947), Priesterin der episkopalen anglikanischen Kirche
- Geralyn Wolf (* 1947), anglikanische Bischöfin
- Niels Muus (* 1958), dänischer Pianist und Dirigent
- Ken Glah (* 1964), Triathlet
- Jim Furyk (* 1970), Profigolfer
- Eric Bernotas (* 1971), Skeletonpilot
- Matthew McGrory (1973–2005), Schauspieler
- Brandon DiCamillo (* 1976), Schauspieler
- Deron Miller (* 1976), Musiker (CKY)
- Rake Yohn (* 1977), Schauspieler
- Scott Zwizanski (* 1977), Radrennfahrer
- Nicholas Berg (1978–2004), Geschäftsmann und Terrorismusopfer
- Bam Margera (* 1979), Skateboarder und Schauspieler
- Matisyahu (Matthew Miller) (* 1979), Musiker
- Kyle Gallner (* 1986), Schauspieler
- Charlie McDermott (* 1990), Schauspieler
- Graham Rogers (* 1990), Schauspieler
- Carl Nassib (* 1993), American-Football-Spieler
- Cierra Runge (* 1996), Schwimmerin
- Morgan Turner (* 1999), Schauspielerin